# Bellevigne-les-Châteaux
Bellevigne-les-Châteaux ist eine französische Gemeinde mit 3.450 Einwohnern (Stand: 1. Januar 2022) im Département Maine-et-Loire in der Region Pays de la Loire.
Sie entstand als Commune nouvelle mit Wirkung vom 1. Januar 2019 durch die Zusammenlegung der bisherigen Gemeinden Brézé, Chacé und Saint-Cyr-en-Bourg, die in der neuen Gemeinde den Status einer Commune déléguée haben. Der Verwaltungssitz befindet sich im Ort Chacé.
Sie gehört zum Arrondissement Saumur und seit 5. März 2020 zum Kanton Doué-en-Anjou.

## Gliederung
| Ortsteil                | ehemaliger INSEE-Code | Fläche (km²) | Einwohnerzahl zum 1. Januar 2022 |
| ----------------------- | --------------------- | ------------ | -------------------------------- |
| Chacé (Verwaltungssitz) | 49060                 | 06,42        | 1.437                            |
| Brézé                   | 49046                 | 20,05        | 1.177                            |
| Saint-Cyr-en-Bourg      | 49274                 | 08,63        | .0836                            |

## Geographie
Die Gemeinde liegt rund acht Kilometer südlich von Saumur im Regionalen Naturpark Loire-Anjou-Touraine. Das Gemeindegebiet wird von den Flüssen Thouet und seinem Nebenfluss Dive tangiert. Auch die Bahnstrecke Chartres–Bordeaux (Abschnitt zwischen Saumur und Thouars) verläuft durch das Gebiet.
Nachbargemeinden sind Varrains, Saumur und Souzay-Champigny im Norden, Parnay (Berührungspunkt) und Turquant (Berührungspunkt) im Nordosten, Fontevraud-l’Abbaye und Épieds im Osten, Montreuil-Bellay im Süden sowie Saint-Just-sur-Dive, Artannes-sur-Thouet und Distré im Westen.